# Ormyrus cupreus
Ormyrus cupreus är en stekelart som beskrevs av Askew 1998. Ormyrus cupreus ingår i släktet Ormyrus och familjen kägelglanssteklar.
Artens utbredningsområde är Spanien. Inga underarter finns listade i Catalogue of Life.